# Dumitru Velicu
Dumitru Velicu (n. 26 octombrie 1930, Râmnicu Vâlcea, România – d. 1997) a fost un călăreț român, laureat cu medalia de bronz la Moscova 1980 împreună cu Anghelache Donescu și Petre Roșca. 

## Distincții
- Ordinul „Meritul Sportiv” clasa a III-a (15 aprilie 1981) „pentru rezultatele deosebite obținute la Jocurile olimpice de vară de la Moscova — 1980, precum și pentru contribuția adusă la dezvoltarea activității sportive și la creșterea prestigiului sportului românesc pe plan internațional”[3]